# Springboro (Ohio)
Springboro – miasto w Stanach Zjednoczonych, w stanie Ohio.
Liczba mieszkańców w 2012 roku wynosiła 17 643.